# Julian Sengelmann
Julian Sengelmann (* 2. August 1982 in Hamburg) ist ein deutscher Schauspieler, Musiker und Theologe, Autor, Sprecher und Moderator. Einer größeren Öffentlichkeit wurde er vor allem bekannt durch seine Rolle in der dritten Staffel der ARD-Vorabendserie Türkisch für Anfänger, in der er 2008 als Jungkommissar Mark auftrat.

## Leben
Musikalisch stand er lange Zeit als Frontmann, Sänger und Gitarrist auf der Bühne. Die dritte CD seiner Band Feinkost, „Alles was Ihr wollt“, erschien im Jahr 2008. Ende Januar 2012 gab die Band ihre Auflösung bekannt.
Sengelmann hat Theologie an der Universität Hamburg studiert. Zusätzlich absolvierte er 2005 den Kontaktstudiengang Popularmusik, POP-Kurs, der Hochschule für Musik und Theater, Hamburg. Sowie 2008 bis 2010 den Kontaktstudiengang Bandpool der Popakademie Baden-Württemberg.
Seit 2014 hat er beim NDR seine Fernsehsendung FEIERtag! Sengelmann sucht…, in der er den Ursprung christlicher Feiertage erkundet. Außerdem steuerte er den Titelsong Feier Dich Selbst bei.
Von Februar bis Juni 2016 war Sengelmann zusammen mit Philipp Schmid im Auftrag des NDR für ein Projekt unterwegs. Vier Monate lang musizierten sie mit geflüchteten Kindern an der Stadtteilschule Süderelbe in Hamburg in dem Chorprojekt „Safe Voice“, das sie zusammen mit den Kindern gründeten. Das Projekt endete mit einem Auftritt in der Hamburger Laeiszhalle zusammen mit den Young Classx.
Ab 2017 war Julian Sengelmann als Moderator seiner neuen Reihe „Die Tatorte der Reformation“ in den dritten Programmen der ARD und dem Schweizer Fernsehen zu sehen. Im Rahmen des 500. Reformationsjubiläum begab er sich in diesem Format auf die Suche nach Kriminalfällen und Tatorten der Reformationszeit in Deutschland und der Schweiz.
Sengelmann war wissenschaftlicher Mitarbeiter und Lehrbeauftragter am Institut für Praktische Theologie der Universität Hamburg.
Im April 2017 erschien nach 17 Jahren auf der Bühne sein Debütalbum, das den Titel „13“ trägt auf dem Hamburger Independent-Label Chateau LaLa. Aufgenommen wurde es in den Hamburger H.O.M.E. Studios.
Von Oktober 2017 bis Mai 2020 absolvierte Sengelmann sein Vikariat an der Hauptkirche Sankt Katharinen in Hamburg im Rahmen eines Pilotprojektes der Nordkirche als sogenannter „berufsbegleitender Vikar“.
Im Dezember 2018 erschien die Koproduktion von NDR und MDR „O du Fröhliche – Die Geschichte eines Weihnachtsliedes“, in der Sengelmann den Ursprung des weltbekannten Songs sucht und sich dafür einmal quer durch Deutschland auf Spurensuche und Wirkungsgeschichte macht.
Seit Oktober 2019 moderiert Sengelmann die Sendung „So gesehen – Talk am Sonntag“, die bei Sat.1 läuft und eine Zusammenarbeit mit der Evangelischen und Katholischen Kirche ist.
Mindestens von Juni 2020 bis Ende 2021 war Sengelmann ordinierter Pastor der Evangelisch-Lutherischen Kirche in Norddeutschland. Er arbeitet auf einer Projektstelle, die unter dem Titel Inner City Church versucht, neue Konzepte von und Formate für Kirche zu entwickeln und auszuprobieren. Diese Stelle ist angedockt an die Kirchengemeinde St. Georg-Borgfelde im Herzen Hamburgs.
Im Oktober 2020 wurde Sengelmann an der Universität Paderborn promoviert zu dem Thema: Das Videodrama – Ein religionspädagogisches Filmprojekt im interdisziplinären Dialog.
Seit Oktober 2024 moderiert er die Talksendung „Die letzte Bank. Fragen an das Leben“, das exklusiv in der ZDF-Mediathek läuft.
Seit 2025 ist Sengelmann Station-Voice von SWR1 Baden-Württemberg.

## Filmografie
- 2003: Die Albertis
- 2004: Sommer mit Hausfreund
- 2004: Die Rettungsflieger – Fahrerflucht
- 2004: Der Landarzt – Kleine große Hoffnung
- 2004: alphateam – Die Lebensretter im OP – Alles neu alles anders
- 2004: Inga Lindström – Mittsommerliebe
- 2005: Nikola – Die Heiratsanträge
- 2005: Adelheid und ihre Mörder
- 2005: Zwei Zivis zum Knutschen
- 2005: Einfache Leute
- 2005: Ein Hund, zwei Koffer und die ganz große Liebe
- 2005: FC Venus – Angriff ist die beste Verteidigung
- 2006: Großstadtrevier – Abgründe
- 2006: Beim nächsten Kind wird alles anders
- 2007: Amnesie
- 2007: Da kommt Kalle
- 2007: Küstenwache – Die Angst im Nacken
- 2008: Unser Charly
- 2008: Türkisch für Anfänger
- 2011: Löwenzahn – Das Kinoabenteuer
- 2012: Eine Möhre für Zwei
- 2013: Einmal Hans mit scharfer Soße
- 2014: Großstadtrevier
- 2014: Die Zeit mit Euch
- 2014: "FEIERtag! Sengelmann sucht Weihnachten"
- 2014: "FEIERtag! Sengelmann sucht Ostern"
- 2015: "FEIERtag! Sengelmann sucht Pfingsten"
- 2015: "FEIERtag! Sengelmann sucht Chanukka"
- 2015: Dahoam is Dahoam
- 2016: "Julian und Philipp - Das Chorexperiment"
- 2017: "Die Tatorte der Reformation"
- 2018: "O du Fröhliche" - Die Geschichte eines Weihnachtsliedes
- seit 2019: "So gesehen - Talk am Sonntag"

## Diskografie

### Mit Feinkost
- 2005: Kostprobe (EP)
- 2006: Nachschlag (EP)
- 2008: Alles was Ihr wollt (EP)

### Als Julian Sengelmann
- 2014: Feier Dich selbst (Single)
- 2014: Ich bring Dich nach Haus (Single)
- 2017: 13 (Album)
- 2017: Paris (Single)
- 2017: Zeit für Konfetti (Single)
- 2017: Irgendwann (Single)
- 2018: Willkommen Zuhaus (Single, gemeinsam mit den Lüneburger Symphonikern)
- 2019: Bis wir uns wiedersehen (Single)
- 2022: Glaube ja, Kirche nein? Warum sich Kirche verändern muss (Hörbuch)

## Hörspiele
- 2014: Susanne Amatosero: ABCDE und ich – Regie: Susanne Amatosero (Hörspiel – NDR)

## Bibliografie
- Das orthodoxe Holy Fire. Über die virtuelle Dimension der Frohen Botschaft im Heiligen Land, in: Thomas Klie; Ilona Nord (Hrsg.): Tod und Trauer im Netz: Mediale Kommunikationen in der Bestattungskultur. Kohlhammer 2016, ISBN 3170292501, S. 179–188
- Feiertag. Die Bedeutung unserer christlichen Feste. Rowohlt 2017, ISBN 978-3-499-63291-4
- Glaube ja, Kirche nein? Warum sich Kirche verändern muss. Rowohlt 2020, ISBN 9783499000553
- mit Simon Eckhard; Hans-Martin Gutmann und Anna Lena Veit (Hrsg.): Gott in Serie - Theologische Rezeption populärer Narrationen. Springer 2020, ISBN 978-3-658-29323-9
- Das Videodrama – Ein religionspädagogisches Filmprojekt im interdisziplinären Dialog. Springer 2021 (Dissertation), ISBN 978-3-658-33322-5.